# Dolma Kyab
Pour les articles homonymes, voir Dolma (prénom tibétain).
Dolma Kyab (ou Zhou Shique, chinois : 卓史确 ou 卓玛加(音)) (de son nom de plume Lobsang Kelsang Gyatso), né en 1976, est un professeur d'histoire et écrivain tibétain,. Emprisonné à la suite de son arrestation le 9 mars 2005 dans son collège de Lhassa, il a été condamné, le 16 septembre 2005, à dix années de prison pour avoir, selon les autorités chinoises, dérobé et transmis des secrets d'État. Auteur d'un manuscrit non publié à l'origine de son arrestation selon lui, il tenait une chronique manuscrite traitant de démocratie, de la souveraineté du Tibet, du Tibet sous le communisme, du colonialisme et des convictions religieuses. Il a aussi commencé un autre manuscrit sur sa préoccupation croissante au sujet de l'environnement au Tibet où il mentionne des sujets tels que les changements d'ordre géographiques que la Chine a apportés au Tibet, ainsi que l'emplacement de divers camps militaires chinois dans la Région Autonome du Tibet.  Un groupe d'écrivains tibétains et chinois connus a rédigé une pétition pour demander sa libération. Les associations International Campaign for Tibet (ICT) et le Tibetan Writers Abroad PEN Centre, un cercle d'écrivains tibétains en exil domicilié à Dharamsala, ont aussi suivi son cas. Dolma Kyab est particulièrement concerné par la destruction de l’environnement tibétain, notamment la pollution liée aux mines d'uranium.
Selon Arig Gyurmey, un écrivain tibétain en exil, Dolma Kyab, a été libéré le 8 octobre 2015, et accueilli par les membres de sa famille et ses amis.

## Biographie
Il est défendu comme écrivain par de nombreuses associations. Il est emprisonné à la prison Chushur (Chinois : « Qushui »), qui est localisée dans un secteur rural au sud-ouest de sa région natale, Lhassa. Le 9 mars 2005, il a été arrêté à Lhassa au collège où il était employé comme professeur d'histoire. Le 16 septembre 2005 il a été condamné à 10 années en prison par le Tribunal Intermédiaire populaire de Lhassa pour avoir volé et/ou transféré des « secrets d'état ». 
Dolma Kyab a reçu son éducation à l’école primaire de sa région, puis au collège de son comté. Il a suivi une formation d’enseignant en 1995 et enseigna dans une école du Xian de Qilian. Il a poursuivi ses études à l'Université de Pékin où il a obtenu sa maîtrise en 2002. En 2003, il a voyagé en Inde pour apprendre l'anglais et le hindi. Il connaît parfaitement ses deux langues natales, le tibétain et le chinois, de même que le japonais. Il est l'auteur d'un document écrit en chinois et resté manuscrit, intitulé Sao dong de Ximalayshan (« Himalaya sans repos »). Il comprend 57 chapitres sur divers sujets tels que la démocratie, la souveraineté du Tibet, le Tibet sous le communisme, le colonialisme, et les convictions religieuses. Il a aussi commencé à écrire un autre manuscrit centré sur sa préoccupation croissante au sujet de l'environnement au Tibet où il mentionne des sujets sensibles comme les changements géographiques que la Chine a apporté au Tibet, ainsi que l'emplacement de divers camps militaires chinois dans la Région Autonome du Tibet. 
Après son arrestation le 9 mars 2005, il a été détenu au Centre de détention du Bureau de sécurité publique de la Région Autonome du Tibet, appelé Seitru en tibétain. Il a été détenu et jugé pour « mise en danger de la sécurité d'état  » (Loi pénale chinoise, Articles 110, 111.) et a été condamné à 10 années d’emprisonnement. L'appel déposé par sa famille a été rejeté le 30 novembre 2005, maintenant la peine de 10 années de prison. 
Lors de sa  détention à Seitru, il a contracté la tuberculose et son transfert suivant à la prison de Chushur a été bloqué jusqu'à ce qu'il ait reçu des soins médicaux. En mars 2006, il a été transféré à la prison de Chushur après avoir reçu un traitement médical. 
Il n'y a pas d'information officielle sur les accusations portées contre Dolma Kyab, mais dans une lettre sortie clandestinement de prison, Dolma Kyab déclare que sa peine est liée à son manuscrit. Dans la lettre, il demande l'aide du Comité des Nations unies aux droits de l'homme. 
L’état de santé et les conditions d’emprisonnement actuels de Dolma Kyab sont inconnus.

## Mobilisation internationale
Des écrivains tibétains et chinois renommés ont fait parvenir une lettre s'inquiétant pour la santé de Dolma Kyab et demandant sa libération. 
Des associations comme le PEN club, le PEN American Center, International Campaign for Tibet  (ICT) et le Tibetan Writers Abroad PEN Centre se sont mobilisées pour demander sa libération.
L'association des journalistes tibétains en exil a demandé sa libération en arguant de la liberté d'expression.
Le 11 mars 2008, Département d'État des États-Unis a dénoncé son incarcération.
Les 26 et 27 mars 2007, lors d'une session du Conseil des droits de l'homme des Nations unies le cas de Dolma Kyab fut soulevé,. La Chine a répondu au rapporteur que Dolma Kyab était soupçonné d'avoir passé la frontière illégalement, ainsi que d'espionage.
Le 14 juin 2009, lors de la 11e session de Conseil des droits de l'homme des Nations unies, une déléguée tibétaine de l'International Helsinki Federation for Human Rights a de nouveau soulevé son cas. En novembre 2012, il reçoit avec WU Yilong, le prix Liu Xiaobo du courage d'écrire décerné par l'Independent Chinese PEN Centre.